# Nižný Slavkov
Nižný Slavkov és un poble i municipi d'Eslovàquia. Es troba a la regió de Prešov, al nord del país.

## Història
La primera referència escrita de la vila data del 1289.

## Demografia
| Godina             | 1994 | 2004   | 2014   | 2024   |
| ------------------ | ---- | ------ | ------ | ------ |
| Nombre de persones | 800  | 789    | 833    | 876    |
| Diferència         |      | −1,37% | +5,57% | +5,16% |

| Godina             | 2023 | 2024   |
| ------------------ | ---- | ------ |
| Nombre de persones | 880  | 876    |
| Diferència         |      | −0,45% |

## Viles agermanades
- Horní Slavkov, República Txeca